# Александрійський квартет
«Александрійський квартет» — тетралогія романів британського письменника Лоуренса Даррелла, опублікованих між 1957 і 1960 роками. Маючи критичний і комерційний успіх, перші три книги представляють три точки зору на одну групу подій і персонажів в Александрії, Єгипет, до Другої світової війни та під час неї. Дія четвертої книги відбувається через шість років.
Як пояснює Даррел у своїй передмові до «Бальтазара», ці чотири романи є дослідженням теорії відносності та понять континууму та суб’єкт-об’єктного відношення, темою якого є сучасне кохання. Перші три книги «Квартету ' пропонують однакову послідовність подій з кількох точок зору, дозволяючи індивідуально поглянути на одну групу подій. Четверта книга показує зміни з часом.
Ці чотири романи:
- Джастін (1957)
- Бальтазар (1958)
- Маунтолів (1958)
- Клеа (1960).

В інтерв’ю Paris Review 1959 року Даррелл описав ідеї, що стоять за квартетом, у термінах конвергенції східної та західної метафізики, заснованої на перевертанні Ейнштейном старого погляду на матеріальний всесвіт, і Фройдом, що зробив те саме щодо концепції стійкої особистості, які дають нове уявлення про реальність.
У 1998 році журнал Modern Library поставив «Александрійський квартет» на 70-му місці у своєму списку 100 найкращих англомовних романів 20 століття .

## Виноски
1. ↑  Andrewski, Gene; Mitchell, Julian (23 квітня 1959). Lawrence Durrell: The Art of Fiction No. 23 (interview). The Paris Review. Процитовано 1 липня 2006. pp. 26–27.

## Подальше читання
- Haag, Michael. Alexandria: City of Memory.  London and New Haven: Yale University Press, 2004.